# Neonella antillana
Neonella antillana är en spindelart som beskrevs av Galiano 1988. Neonella antillana ingår i släktet Neonella och familjen hoppspindlar. Inga underarter finns listade i Catalogue of Life.